# Casbia strigaria
Casbia strigaria är en fjärilsart som beskrevs av Baker 1915. Casbia strigaria ingår i släktet Casbia och familjen mätare. Inga underarter finns listade i Catalogue of Life.